# جو باتن
جو باتن (بالإنجليزية: Joe Battin)‏ هو لاعب كرة قاعدة أمريكي، ولد في 1 نوفمبر 1852 في فيلادلفيا في الولايات المتحدة، وتوفي في 10 ديسمبر 1937 في آكرون في الولايات المتحدة.

## وصلات خارجية
- جو باتن على موقعبيزبول رفرنس.كوم (الدوري الرئيسي) (الإنجليزية)
- جو باتن على موقعبيزبول رفرنس.كوم (الدوري الثانوي) (الإنجليزية)